# 혜비 이씨
혜비 이씨(惠妃 李氏, ?~1408년 2월 29일)는 고려 제31대 왕 공민왕의 후비. 공민왕은 원나라의 간섭으로 노국대장공주(몽골)와 강제 혼인하였으며, 그 이후 혼인한 고려인 중에서 첫번째 왕비이다.  
본은 경주(慶州)로, 계림부원군 이제현의 여식이다. 어머니의 본관은 춘천(春川)으로, 박거실의 여식이다. 
어렸을 때는 월성에서 자랐었으며, 후일에 개경으로 건너갔다.

## 생애

### 가계
증조부는 증직(贈職)된 좌복야(左僕射)인 이핵(李翮)이시고, 조부는 검교정승(檢校政丞)을 지낸 이진(李瑱)이며, 부친은 본관이 경주(慶州)로 계림부원군(鷄林府院君) 이제현(李齊賢)이고, 외조부는 본관이 춘천(春川)이며, 사복정(司僕正) 박거실(朴居實)이다. 

### 왕비 책봉
1359년(공민왕 8년) 4월 병술일 공민왕의 정비인 노국대장공주가 아들을 낳지 못하자, 노국대장공주와 여러 재상들이 공민왕에게 명문가의 여식으로서 후비를 들일 것을 청하였다. 그리하여 이씨(李氏)를 혜비(惠妃)로 봉했다.
그러나 막상 혜비가 들어오자 노국대장공주는 질투를 느끼고 음식을 들지 않기도 하였다.

### 왕비 시절
1372년(공민왕 21년) 음력 10월 갑술일 공민왕은 젊고 잘생긴 남자들을 뽑아 설치한 자제위 소속의 한안, 홍륜 등을 시켜 자신의 후비들을 강간하게 하였다. 이렇게 해서 아들이 생기면 그 아들을 자신의 소생으로 만들기 위함이었다. 이때 익비 한씨 등은 이 명령을 거부하지 못하고 실제로 임신까지 하였으나, 혜비 이씨, 정비 안씨, 신비 염씨는 그 요구를 끝까지 거부하였다.
1374년(공민왕 23년) 공민왕이 시해된 후에는 머리를 깎고 여승이 되어 정업원(현재의 청룡사)으로 들어갔다.
공민왕 사후에도 조정에서는 혜비(惠妃)·신비(愼妃)·정비(定妃)·현비(賢妃)에게 계속 일용품을 지급하고 있었다.
1388년(우왕 14년) 음력 12월 헌사에서 그녀들이 정실이 아니라는 이유로 이러한 일용품의 지급을 중단하고 세록만 지급케 하도록 청하였다.

### 조선 왕조
고려가 멸망하고 조선이 건국된 후에는 혜화궁주(惠和宮主)로 불리었다.
1408년(태종 8년) 음력 2월 3일 사망했다. 이때가 고려왕조가 멸망한 지 12년 뒤다.
이때 태종은 쌀과 콩 30석, 종이 100권을 부의로 내렸다. 이때 혜비는 정업원의 주지로 있었는데, 그녀가 사망하자 의안대군(태조 이성계의 8남)의 처 심씨를 대신 주지로 삼았다.
그녀의 능지에 대해서는 기록이 남아있지 않아 알 수 없다. 남편 공민왕과의 사이에서 자녀는 없었다.

## 가계
- 아버지 : 이제현(李齊賢, 1287~1367)
- 어머니 : 춘천박씨 수춘국부인 박씨 (春川朴氏 壽春國夫人 朴氏, 생몰년 미상)
  - 이복오빠 : 이서종(李瑞種)
  - 이복오빠 : 이달존(李達尊, 1313∼1340)
  - 이복형부 : 판사복시사(判司僕寺事) 임덕수(任德壽)
  - 이복형부 : 전농정(典農正) 이계손(李係孫)
  - 이복형부 : 한림원태학사(翰林院太學士) 김희조(金希祖)
  - 오빠 : 이창로(李彰路)
  - 형부 : 판전농시사(判典農寺事) 박동생(朴東生)
  - 형부 : 판전교시사(判典校寺事) 송무(宋懋)
  - 이복제부 : 삼사우윤(三司右尹) 김남우(金南雨)
  - 이복제부 : 전의부정(典醫副正) 이유방(李有芳)
  - 서제부 : 중랑장(中郞將) 임부양(林富陽)
  - 서제부 : 미상
- 시아버지 : 제27대 충숙왕(忠肅王, 1294~1339, 재위:1313~1330, 1332~1339)
- 시어머니 : 공원왕후(恭元王后, 1298~1380)
  - 남편 : 제31대 공민왕(恭愍王, 1330~1374, 재위:1351~1374)

## 혜비 이씨가 등장하는 작품
- 《개국》(KBS, 1983년, 배우:조남경)
- 《추동궁 마마》 (1983년~1983년 MBC,배우 : 김지영)
- 《신돈》(MBC, 2005년~2006년, 배우:문정희)
- 《정도전》(KBS, 2014년, 배우:민단비)